# 克丘亞語
奇楚瓦語（Qhichwa shimi/Runa Shimi），又稱克丘亞語（或譯盖丘亚语），是南美洲原住民的一种語言。克丘亞語對自己的語言稱呼為Runa Simi，runa意為“人”，simi意為“語”。該語言為印加帝國官方語言，也常稱其為印加語。

## 现状

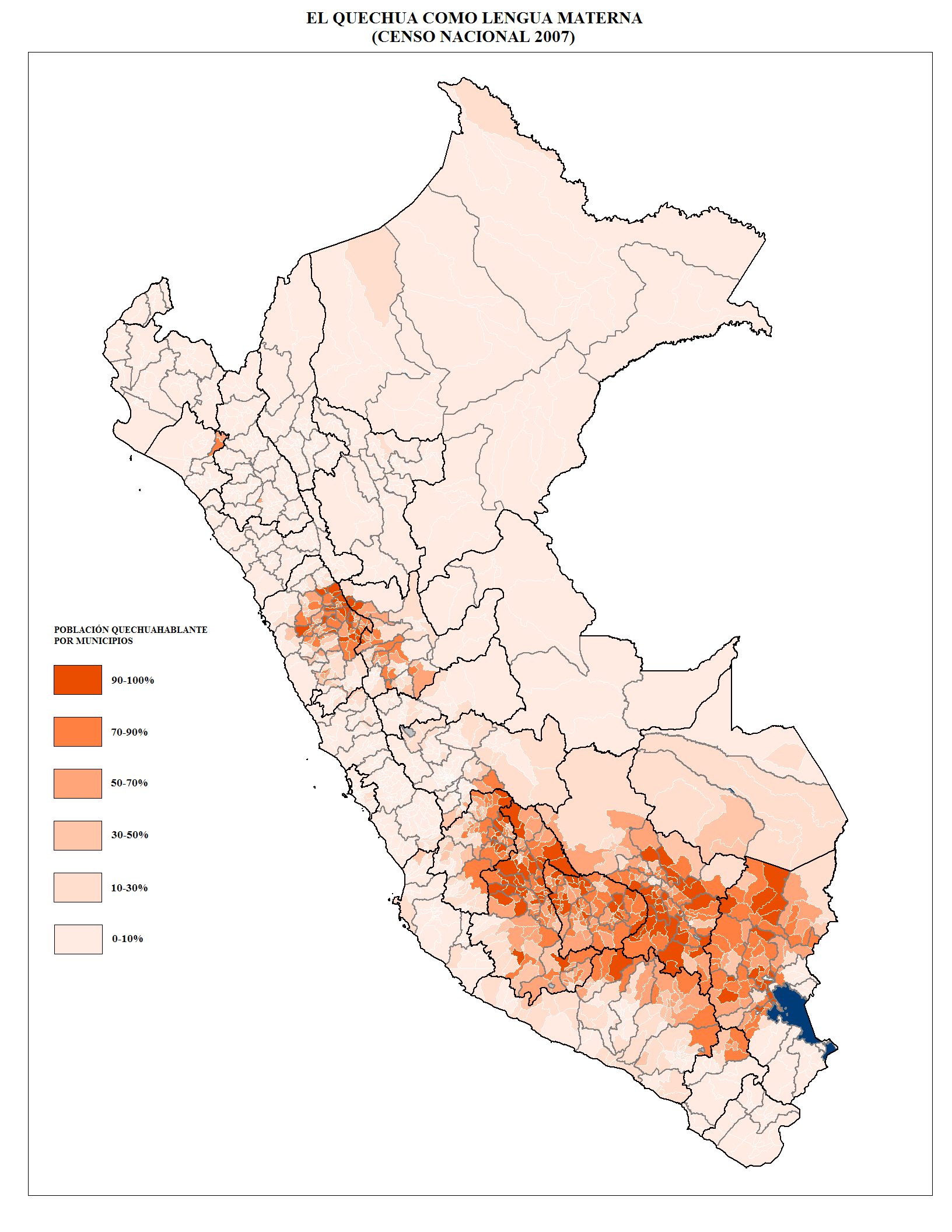
克丘亞語使用者在秘魯的分布

1975年，秘鲁成为第一个承认克丘亞语为其官方语言的国家。厄瓜多尔在其2006年宪法中赋予该语言官方地位，2009年玻利维亚通过了一项新宪法，承认克丘亚语和其他几种原住民族语言为该国的官方语言。
克丘亚语族的使用和教学的主要障碍是缺乏书籍、报纸、软件和杂志等语言的书面材料。圣经已被翻译成克丘亚语，并由某些传教团体分发。克丘亚语同艾馬拉語和其它原住民族语言一样，基本上仍然是一种口语。
近年来，克丘亚语被引入玻利维亚、厄瓜多尔和秘鲁的跨文化双语教育（Intercultural Bilingual Education，IBE）。 即使在这些地区，政府也只能接触到克丘亚母语人口的一部分。为了社會流動，每个国家的一些原住民族让他们的孩子学习西班牙语。
秘鲁国家广播电台每天早上用克丘亚语播放新闻和农业节目。
克丘亚语和西班牙语目前在安第斯地区的大部分地区大量混合，在克丘亚语中有数百个西班牙语借词。同样，西班牙语使用者常常使用克丘亚语短语和单词。例如，在玻利维亚南部的农村地区，许多克丘亚语，如 wawa（婴儿）、misi（猫），waska（带子或捶打），与他们的西班牙对应词一样常用，甚至在完全讲西班牙语的地区也是如此。克丘亚语也对美洲其他本土语言产生了深远的影响，例如馬普切語。

### 语言使用者数量
根据不同的消息来源，语言使用者差别很大。“民族语言”16中的总数为1000万，主要基于1987至2002年公布的数字，但有一些可追溯到20世纪60年代。例如，“民族语言”中的因巴布拉高原克丘亞語（Imbabura Highland Quechua）使用者数字是30万人，这是1977年的估计数。
另一方面，传教组织FEDEPI估计有100万因巴布拉（Imbabura）方言使用者（2006年发布）；由于报告不足，人口普查数据也存在问题。2001年厄瓜多尔人口普查报告只有50万名克丘亚语使用者，而大多数语言学来源的估计数字超过200万；秘鲁（2007年）和玻利维亚（2001年）的人口普查被认为更可靠。
- 阿根廷：900,000人（1971年）
- 玻利维亚：2,100,000人（2001年人口调查）；2,800,000 南玻利维亚（1987年）
- 智利：很少；8200人 in ethnic group（2002年人口调查）
- 哥伦比亚：4,402 到 16,000人[5]
- 厄瓜多尔：2,300,000人（Adelaar 1991年）
- 秘鲁：3,800,000人（2017年年人口调查[6]）；3,500,000 到 4,400,000人（Adelaar 2000）

此外，移民社区的语言使用人数不详，包括美国纽约州皇后區和纽约和美国的新泽西州的帕特森。

## 語系分類
克丘亞語有許多“方言”，有時被看成彼此相關但獨立的語言，情況有點類似漢語。克丘亞語的各“方言”（或是獨立但彼此相關的語言）自成一個語系——克丘亞語系（Quechuan languages）。這些語言分布在阿根廷、玻利維亞、巴西、智利、哥倫比亞、厄瓜多爾、秘魯等地方。克丘亞語在玻利維亞有等同西班牙語及艾瑪拉語的全國性官方語言的地位，根據SIL（页面存档备份，存于）的資料，在玻利維亞有官方地位的克丘亞語為北玻利維亞克丘亞語（North Bolivian Quechua）（1978年有116,483人）與南玻利維亞克丘亞語（South Bolivian Quechua）（1987年有3,637,500人）。另外克丘亞語在秘魯、哥倫比亞及厄瓜多爾的一些地區有地方性的官方語言的地位。以各種克丘亞語為第一語言的使用人口總計有960萬人，使用各種克丘亞語的人口總計有1400萬人。

## 語言形態
克丘亞語的型態為綜合語、黏著語。克丘亞語是高度規則的語言，有許多的中綴和後綴可以細微地或完全地改變詞意，因此可以做出細緻的表達。詞的重音與語調不具有辨意的功能。克丘亞語有三個元音/a/、/i/、/u/。克丘亞語一般來說有十六個輔音，塞音的有聲或無聲除了從西班牙語借來的詞以外通常沒有辨意的功能。但是一些克丘亞方言（如庫斯科方言）裡的塞音分成三套：不送氣塞音、送氣塞音、緊喉音，而同一個部位的不同塞音有辨意的功能。有人認為這是受到艾瑪拉語所影響而形成的現象。

## 語系演進
現代認為克丘亞語約於西元前2600年左右起源於秘魯的卡拉爾（Caral）地區。在庫斯科的印加皇帝將克丘亞語作為官方語言，克丘亞語也隨著印加帝國在第十四世紀的擴張而成了秘魯地區的通用語。到了十六世紀西班牙征服者的時代，克丘亞語已經擴及南美洲的許多地方了。在印加帝國之後，由於天主教教會選擇克丘亞語作為向安地斯山脈地區的美洲原住民傳教的語言，使得克丘亞語的使用地區超出了原本印加帝國的範圍。
克丘亞語約有三分之一的詞彙與艾瑪拉語近似，因此有人主張克丘亞語與艾瑪拉語屬於一個更大的克丘马拉（Quechumaran）語系，但是這個主張仍有爭議。雖然克丘亞語與艾瑪拉語有許多同源詞，但是兩者的詞綴系統卻沒什麼關係，因此兩者之間的相似性可能是由於長期接觸造成的，而不是因為有相同的起源。
在西班牙征服者帶來拉丁字母之前，克丘亞語沒有書寫的文字，而是以一種叫奇普的結繩記事的工具來記事。奇普在庫斯科方言裡就是繩結的意思。

## 词汇
一些克丘亚语借词通过西班牙语输入英语，包括 coca（古柯）、condor（神鷲）、guano（海鸟粪）、jerky（肉干）、llama（大羊驼）、pampa（平原）、poncho（披风）、puma（美洲狮）、quinine（奎宁）、quinoa（藜麦）、vicuña（小羊驼），以及还可能包括 gaucho（高喬人）。 单词 lagniappe 来源于克丘亚语词汇 yapay（增加），在前面添加了西班牙语的定冠词 la，在西班牙语中为 la yapa 或 la ñapa。
对拉丁美洲西班牙语的影响包括这些借词，papa（马铃薯），chuchaqui（宿醉）在厄瓜多尔。还有对"高原反应"的变化借词，在玻利维亚从克丘亚语 suruqch'i 成为 sorojchi，在厄瓜多尔和秘鲁为 soroche.
一个罕见的借词，西班牙语使用 carpa 作为“帐篷”（克丘亚语：karpa）。
特别是在玻利维亚，一些克丘亚语词甚至被非克丘亚语使用者广泛使用。包括 wawa（孩子，婴儿），ch'aki（宿醉），misi（猫），juk'ucho（鼠），q'omer uchu（青椒），jacu（我们走），chhiri 和 chhurco（卷曲的头发）等等。克丘亚语语法也进入了玻利维亚西班牙语，如使用 -ri 后缀。在玻利维亚克丘亚语中，-ri 添加到动词后以表示动作是用感情执行的或是在祈使句中作为一个粗略的等同于请。在玻利维亚 -ri 常在西班牙语祈使句中暗示“请”或柔化命令。例如，标准的“pásame”（递给我）变成了“pasarime”。
克丘亚语词中借用了大量的西班牙语词，如 piru（pero，但是）、bwenu（bueno，好）、iskwila（escuela，学校），waka（vaca，母牛）和burru（burro，驴）。

### 克丘亚的词源
最初，西班牙人将印加帝国的语言称为“lengua general”，即“通用语言”。Quichua这个名称的第一次使用是在1560年多明戈德圣托马斯在他的《秘鲁王国印第安人的一般语言语法或艺术》 目前尚不清楚母语人士在殖民时代之前给他们的语言提供了什么名称，以及西班牙人是否称之为“克丘亚语”。
克丘亚（Quechua）作为语言的名称可能有两种词源：这个名字有可能来源于*qiĉ.wa，这个本土词最初是指安第斯山脉的“温带山谷”海拔生态区（适合玉米种植）及其居民。
另一种说法，早期的西班牙编年史学家佩德罗·希耶萨·德里昂和印卡·加西拉索·德拉維加提到，在现在的阿普里马克地区存在一个名为“Quichua”的人，并且可以推断出他们的名字被赋予了整个语言。
自17世纪在秘鲁和玻利维亚，特别是在利马第三届理事会之后，该词被西班牙语化拼写为“Quechua”和“Quichua”。现今“Quechua Simi”的发音变体包括：[ˈqʰeʃwa ˈsimi]、[ˈχetʃwa ˈʃimi]、[ˈkitʃwa ˈʃimi]以及[ˈʔitʃwa ˈʃimi]。
母语人士给他们自己的语言有另外的名字“Runa Simi”，意思是“人的语言”。它似乎也在殖民时期出现过。

## 语法

### 代词
在克丘亞語中，有七个代词。包括两个第一人称复数代词（“我们”）：如果说话者希望包括受话者（“我们和你”）称作包含式，如果不包括受话者（“我们没有你”）称作不包含。克丘亞語还将后缀 -kuna 添加到第二和第三人称单数代词 qam 和 pay 创建复数形式 qam-kuna 和 pay-kuna。

### 名词
名词词根接受指定人称（指示所有格，而不是身份）、 数和格的后缀。通常，人称后缀先于数后缀。然而，在圣地亚哥-德尔埃斯特罗变体中，顺序是相反的。 不同的变体中，后缀可能会变化。
| 功能       | 功能                   | 后缀           | 举例                 | (翻译)               |
| ---------- | ---------------------- | -------------- | -------------------- | -------------------- |
| 数后缀     | 复数                   | -kuna          | wasikuna             | 房子（复数）         |
| 所有格后缀 | 第一人称单数           | -y, -:         | wasiy, wasii         | 我的房子             |
| 所有格后缀 | 第二人称单数           | -yki           | wasiyki              | 你的房子             |
| 所有格后缀 | 第三人称单数           | -n             | wasin                | 他/她/它的房子       |
| 所有格后缀 | 第一人称复数（包含）   | -nchik         | wasinchik            | 我们的房子（包含）   |
| 所有格后缀 | 第一人称复数（不包含） | -y-ku          | wasiyku              | 我们的房子（不包含） |
| 所有格后缀 | 第二人称复数           | -yki-chik      | wasiykichik          | 你们的房子           |
| 所有格后缀 | 第三人称复数           | -n-ku          | wasinku              | 他/她/它们的房子     |
| 格后缀     | 主格                   | –              | wasi                 | 房子（主语）         |
| 格后缀     | 宾格                   | -(k)ta         | wasita               | 房子（宾语）         |
| 格后缀     | 工具格                 | -wan           | wasiwan              | 与这间房子           |
| 格后缀     | 欠格                   | -naq           | wasinaq              | 不与这间房子         |
| 格后缀     | 与格                   | -paq           | wasipaq              | 对这间房子           |
| 格后缀     | 属格                   | -p(a)          | wasip(a)             | 这间房子的           |
| 格后缀     | 使动格                 | -rayku         | wasirayku            | 因为这间房子         |
| 格后缀     | 有益格                 | -paq           | wasipaq              | 为这间房子           |
| 格后缀     | 方位格                 | -pi            | wasipi               | 在这间房子这         |
| 格后缀     | 相关格                 | -man           | wasiman              | 向这间房子           |
| 格后缀     | 包含格                 | -piwan, puwan  | wasipiwan, wasipuwan | 包括这间房子         |
| 格后缀     | 终止格                 | -kama, -yaq    | wasikama, wasiyaq    | 直到这间房子         |
| 格后缀     | 过渡的                 | -(rin)ta       | wasinta              | 穿过这间房子         |
| 格后缀     | 离格                   | -manta, -piqta | wasimanta, wasipiqta | 从这间房子           |
| 格后缀     | 共同格                 | -(ni)ntin      | wasintin             | 和这间房子一起       |
| 格后缀     | 立即格                 | -raq           | wasiraq              | 先是这间房子         |
| 格后缀     | intrative              | -pura          | wasipura             | 在这些房子中         |
| 格后缀     | 不包含格               | -lla(m)        | wasilla(m)           | 仅这间房子           |
| 格后缀     | 比较格                 | -naw, -hina    | wasinaw, wasihina    | 比这间房子           |

### 引用
1. ↑  Hammarström, Harald; Forkel, Robert; Haspelmath, Martin; Bank, Sebastian (编). . . Jena: Max Planck Institute for the Science of Human History. 2016.
2. ↑  Kandell, Jonathan Gay. . New York Times. 1975-05-22  [2019-03-19]. （原始内容存档于2022-05-01）.
3. ↑  Borsdorf, Axel. . : 142  [2019-03-19]. （原始内容存档于2020-10-19）.
4. ↑  Adelaar 2004, pp. 258–259: "The Quechua speakers' wish for social mobility for their children is often heard as an argument for not transmitting the language to the next generation.... As observed quite adequately by Cerrón Palomino, "Quechua (and Aymara) speakers seem to have taken the project of assimilation begun by the dominating classes and made it their own."
5. ↑  .   [2019-03-19]. （原始内容存档于2020-09-25）.
6. ↑  .   [2019-03-19]. （原始内容存档于2018-09-13）.
7. ↑  Claudio Torrens. . UTSanDiego.com. 2011-05-28  [2013-02-10]. （原始内容存档于2015-02-01）.
8. ↑  Edward A. Roberts, A Comprehensive Etymological Dictionary of the Spanish Language..., 2014.
9. ↑  Muysken, Pieter.  (PDF). www.ru.nl. （原始内容 (PDF)存档于2015-09-24）.
10. 1 2 3 4 5  Grammatica o arte de la lengua general de los indios de los reynos del Perú, Adelaar 2004, p. 179.
11. ↑  Alderetes, Jorge R. . 1997  [2019-03-18]. （原始内容存档于2017-10-11）.

### 书目文献
- Rolph, Karen Sue. Ecologically Meaningful Toponyms: Linking a lexical domain to production ecology in the Peruvian Andes. Doctoral Dissertation, Stanford University, 2007.
- Adelaar, Willem F. H. . 2004-06-10  [2017-02-01]. ISBN 9781139451123. （原始内容存档于2020-10-19）.
- Adelaar, Willem. The Languages of the Andes. With the collaboration of P.C. Muysken. Cambridge language survey. Cambridge University Press, 2007, ISBN 978-0-521-36831-5
- Cerrón-Palomino, Rodolfo. Lingüística Quechua, Centro de Estudios Rurales Andinos 'Bartolomé de las Casas', 2nd ed. 2003
- Cole, Peter.  "Imbabura Quechua", North-Holland (Lingua Descriptive Studies 5), Amsterdam 1982.
- Cusihuamán, Antonio, Diccionario Quechua Cuzco-Collao, Centro de Estudios Regionales Andinos "Bartolomé de Las Casas", 2001, ISBN 9972-691-36-5
- Cusihuamán, Antonio, Gramática Quechua Cuzco-Collao, Centro de Estudios Regionales Andinos "Bartolomé de Las Casas", 2001, ISBN 9972-691-37-3
- Mannheim, Bruce, The Language of the Inka since the European Invasion, University of Texas Press, 1991, ISBN 0-292-74663-6
- Rodríguez Champi, Albino. (2006). Quechua de Cusco. Ilustraciones fonéticas de lenguas amerindias, ed. Stephen A. Marlett. Lima: SIL International y Universidad Ricardo Palma. Lengamer.org （页面存档备份，存于）
- Aikhenvald, Alexandra. Evidentiality. Oxford: Oxford UP, 2004. Print.
- Floyd, Rick. The Structure of Evidential Categories in Wanka Quechua. Dallas, TX:  Summer Institute of Linguistics, 1999. Print.
- Hintz, Diane. “The evidential system in Sihuas Quechua: personal vs. shared knowledge”  The Nature of Evidentiality Conference, The Netherlands, 14–16 June 2012. SIL  International. Internet. 13 April 2014.
- Lefebvre, Claire, and Pieter Muysken. Mixed Categories: Nominalizations in Quechua.  Dordrecht, Holland: Kluwer Academic, 1988. Print.
- Weber, David. "Information Perspective, Profile, and Patterns in Quechua." Evidentiality:  The Linguistic Coding of Epistemology. Ed. Wallace L. Chafe and Johanna  Nichols. Norwood, NJ: Ablex Pub, 1986. 137-55. Print.

## 延伸閱讀
- Adelaar, Willem F. H. Modeling convergence: Towards a reconstruction of the history of Quechuan–Aymaran interaction About the origin of Quechua, and its relation with Aymara, 2011.
- Adelaar, Willem F. H. Tarma Quechua: Grammar, Texts, Dictionary. Lisse: Peter de Ridder Press, 1977.
- Bills, Garland D., Bernardo Vallejo C., and Rudolph C. Troike. An Introduction to Spoken Bolivian Quechua. Special publication of the Institute of Latin American Studies, the University of Texas at Austin. Austin: Published for the Institute of Latin American Studies by the University of Texas Press, 1969. ISBN 0-292-70019-9
- Coronel-Molina, Serafín M. Quechua Phrasebook. 2002 Lonely Planet ISBN 1-86450-381-5
- Curl, John, Ancient American Poets. Tempe AZ: Bilingual Press, 2005. ISBN 1-931010-21-8 Red-coral.net （页面存档备份，存于）
- Gifford, Douglas. Time Metaphors in Aymara and Quechua. St. Andrews: University of St. Andrews, 1986.
- Heggarty and David Beresford-Jones, Paul. . London: British Academy Review 12: 11-15. 2009.
- Harrison, Regina. Signs, Songs, and Memory in the Andes: Translating Quechua Language and Culture. Austin: University of Texas Press, 1989. ISBN 0-292-77627-6
- Jake, Janice L. Grammatical Relations in Imbabura Quechua. Outstanding dissertations in linguistics. New York: Garland Pub, 1985. ISBN 0-8240-5475-X
- King, Kendall A. Language Revitalization Processes and Prospects: Quichua in the Ecuadorian Andes. Bilingual education and bilingualism, 24. Clevedon, UK: Multilingual Matters LTD, 2001. ISBN 1-85359-495-4
- King, Kendall A., and Nancy H. Hornberger. Quechua Sociolinguistics. Berlin: Mouton de Gruyter, 2004.
- Lara, Jesús, Maria A. Proser, and James Scully. Quechua Peoples Poetry. Willimantic, Conn: Curbstone Press, 1976. ISBN 0-915306-09-3
- Lefebvre, Claire, and Pieter Muysken. Mixed Categories: Nominalizations in Quechua. Studies in natural language and linguistic theory, [v. 11]. Dordrecht, Holland: Kluwer Academic Publishers, 1988. ISBN 1-55608-050-6
- Lefebvre, Claire, and Pieter Muysken. Relative Clauses in Cuzco Quechua: Interactions between Core and Periphery. Bloomington, Ind: Indiana University Linguistics Club, 1982.
- Muysken, Pieter. Syntactic Developments in the Verb Phrase of Ecuadorian Quechua. Lisse: Peter de Ridder Press, 1977. ISBN 90-316-0151-9
- Nuckolls, Janis B. Sounds Like Life: Sound-Symbolic Grammar, Performance, and Cognition in Pastaza Quechua. Oxford studies in anthropological linguistics, 2. New York: Oxford University Press, 1996.
- Parker, Gary John. Ayacucho Quechua Grammar and Dictionary. Janua linguarum. Series practica, 82. The Hague: Mouton, 1969.
- Plaza Martínez, Pedro. Quechua. In: Mily Crevels and Pieter Muysken (eds.) Lenguas de Bolivia, vol. I, 215-284. La Paz: Plural editores, 2009. ISBN 978-99954-1-236-4. (in Spanish)
- Sánchez, Liliana. Quechua-Spanish Bilingualism: Interference and Convergence in Functional Categories. Language acquisition & language disorders, v. 35. Amsterdam: J. Benjamins Pub, 2003. ISBN 1-58811-471-6
- Weber, David. A Grammar of Huallaga (Huánuco) Quechua. University of California publications in linguistics, v. 112. Berkeley: University of California Press, 1989. ISBN 0-520-09732-7
- Quechua bibliographies online at:  quechua.org.uk （页面存档备份，存于）

## 外部連結
- 克丘亞語版本的維基百科 （页面存档备份，存于）
- Quechua lessons (www.andes.org) （页面存档备份，存于） in Spanish and English
- Quechua course Spanish to Quechua
- Detailed map of the varieties of Quechua according to SIL (fedepi.org)
- Quechua Collection（页面存档备份，存于） of Patricia Dreidemie at the Archive of the Indigenous Languages of Latin America.
- Huancavelica Quechua Fieldnotes of Willem de Ruese（页面存档备份，存于）, copies of handwritten notes on Quechua pedagogical and descriptive materials, from the Archive of the Indigenous Languages of Latin America.
- Diccionario Quechua: Español–Runasimi–English Dictionary of Ayacucho Quechua from Clodoaldo Soto Ruiz.
- Quechua Swadesh list of basic vocabulary words （页面存档备份，存于） (from Wiktionary's Swadesh-list appendix（页面存档备份，存于）)